# Acacia linarioides
Acacia linarioides é uma espécie de leguminosa do gênero Acacia, pertencente à família Fabaceae.